# Quenin de Vaison
Quenin, aussi appelé Quinide, Quinis ou Quiniz (en latin Quinidius), était un religieux du haut Moyen Âge qui fut évêque de Vaison de 556 à 575. 
Il est reconnu comme saint par l'Église catholique romaine et l'Église orthodoxe qui le fêtent le 15 février.

## Biographie

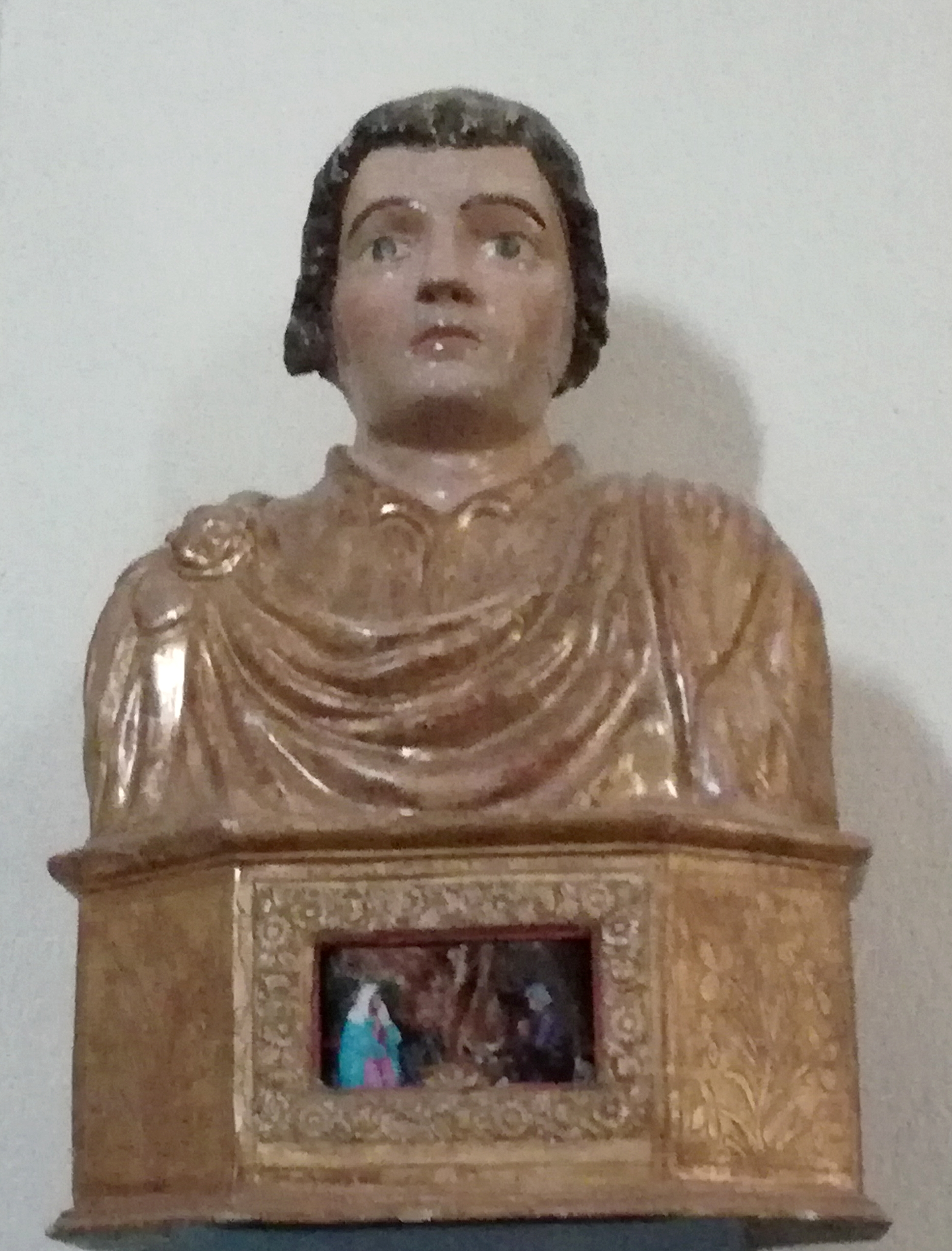
Buste de Saint Quinis, ermitage Saint Quinis, Camps-la-Source

Quenin est né à Vaison vers l'an 500. Il était issu d'une famille noble et chrétienne, on raconte que sa mère fit un jour un pèlerinage à Arles où elle entendit une voix lui annonçant qu'elle aurait un fils qui serait évêque.
Très jeune, il se retira dans un ermitage à Toulon puis à l'abbaye des Îles de Lérins où il étudia. Il évangélisa la Basse Provence, notamment les régions de Brignoles, Besse-sur-Issole et Gonfaron où de nombreux lieux portent son nom. La tradition orale dit de lui que c’était un homme savant et pieux. 
L'évêque de Vaison Théodose l’appela près de lui pour en faire son archidiacre. Il le représenta au concile d'Arles de 554, et fut consacré évêque de Vaison en 556 par l’archevêque d’Arles Sapaudus. On dit qu’il gouverna son diocèse avec sagesse.  Ses vertus et la qualité de ses prédications lui donnèrent une certaine renommée, et il fut appelé à participer aux conciles de Paris en 558 et 573. 
Il mourut le 15 février 578 ou 579, et son corps fut placé sous le maître-autel de la cathédrale de Vaison. Au XIIIe siècle, l'évêque Raimbaud (ou Rambaud) de Flotte le fit inscrire au catalogue des saints par le pape Innocent III. On a retrouvé sa sépulture au cours des travaux de restauration de la cathédrale en 1950. 
C’est le patron de Vaison-la-Romaine, de Gonfaron et du diocèse d'Avignon.

## Culte et traditions
Pour célébrer la fête de Saint Quenin du 15 février, les chrétiens de Vaison-la-Romaine suivent une neuvaine qui se termine par une procession avec le buste de St Quenin, de la chapelle à la cathédrale Notre-Dame-de-Nazareth.

## Lieux et monuments portant le nom du saint
- Barre de Saint Quinis : montagne du centre Var culminant à 585 mètres.
- Chapelle Saint-Quenin de Vaison-la-Romaine (chapelle romane).
- Cathédrale Notre-Dame-de-Nazareth de Vaison (chapelle Saint Quenin).
- Chapelle Saint-Quinis de Gonfaron[3] (dans le département du Var).
- Ermitage Saint-Quinis (situé sur la commune de Camps-la-Source, dans le département du Var).

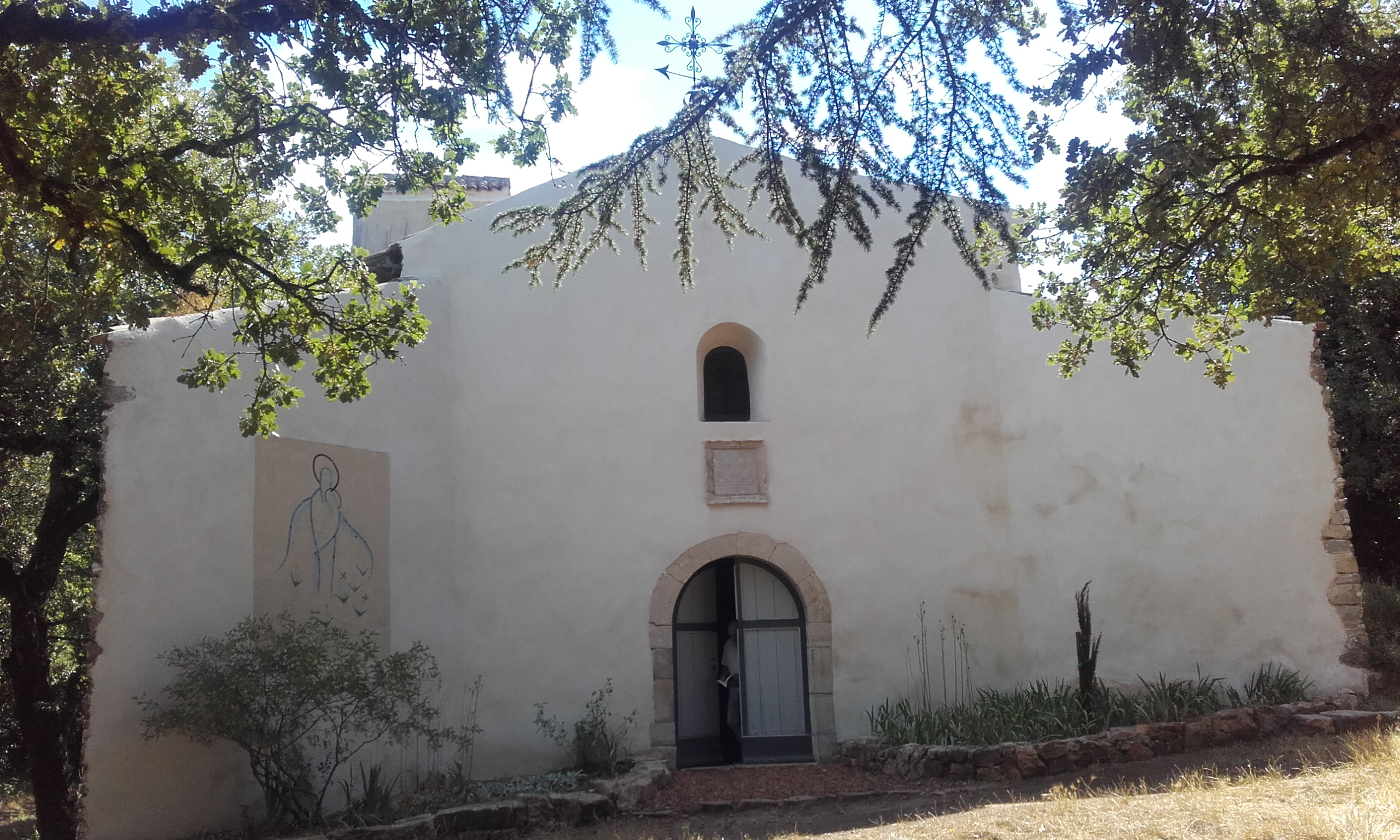
Chapelle Saint Quinis à Camps-la-Source